# Philippsburg
Philippsburg település Németországban, azon belül Baden-Württembergben. Lakosainak száma 13 910 fő (2023. december 31.).

## Népesség
A település népessége az elmúlt években az alábbi módon változott:
| Lakosok száma | 8356 | 10 139 | 10 876 | 11 021 | 11 008 | 12 377 | 12 255 | 12 543 | 12 534 | 13 910 |
|               | 1961 | 1967   | 1974   | 1980   | 1987   | 1993   | 2000   | 2006   | 2013   | 2023   |